# Mălina Olinescu
Mălina Olinescu (Bucareste, 21 de janeiro de 1974-12 de dezembro 2011) foi uma cantora romena que representou o seu país no Festival Eurovisão da Canção 1998, com a canção  "Eu cred" ("Eu acredito") e que terminou a competição em 22.º lugar, tendo recebido um total de 6 pontos.